# Grand Prix Formule 1 van Zweden 1977
De Grand Prix Formule 1 van de Zweden 1977 werd gehouden op 19 juni 1977 op de Scandinavian Raceway.

## Uitslag
| Positie | Nr | Rijder             | Team               | Ronden | Tijd/Opgave   | Startplaats | Punten |
| ------- | -- | ------------------ | ------------------ | ------ | ------------- | ----------- | ------ |
| 1       | 26 | Jacques Laffite    | Ligier-Matra       | 72     | 1:46:56.4     | 8           | 9      |
| 2       | 2  | Jochen Mass        | McLaren-Ford       | 72     | 8.449         | 9           | 6      |
| 3       | 12 | Carlos Reutemann   | Ferrari            | 72     | 14.369        | 12          | 4      |
| 4       | 4  | Patrick Depailler  | Tyrrell-Ford       | 72     | 16.308        | 6           | 3      |
| 5       | 7  | John Watson        | Brabham-Alfa Romeo | 72     | 18.735        | 2           | 2      |
| 6       | 5  | Mario Andretti     | Lotus-Ford         | 72     | 25.277        | 1           | 1      |
| 7       | 22 | Clay Regazzoni     | Ensign-Ford        | 72     | 31.266        | 14          |        |
| 8       | 34 | Jean-Pierre Jarier | Penske-Ford        | 72     | + 1:04.567    | 17          |        |
| 9       | 16 | Jackie Oliver      | Shadow-Ford        | 72     | + 1:22.479    | 16          |        |
| 10      | 8  | Hans Joachim Stuck | Brabham-Alfa Romeo | 71     | + 1 Ronde     | 5           |        |
| 11      | 30 | Brett Lunger       | McLaren-Ford       | 71     | + 1 Ronde     | 22          |        |
| 12      | 1  | James Hunt         | McLaren-Ford       | 71     | + 1 Ronde     | 3           |        |
| 13      | 24 | Rupert Keegan      | Hesketh-Ford       | 71     | + 1 Ronde     | 24          |        |
| 14      | 31 | David Purley       | LEC-Ford           | 70     | + 2 Ronden    | 19          |        |
| 15      | 27 | Patrick Neve       | March-Ford         | 69     | + 3 Ronden    | 20          |        |
| 16      | 25 | Harald Ertl        | Hesketh-Ford       | 68     | + 4 Ronden    | 23          |        |
| 17      | 17 | Alan Jones         | Shadow-Ford        | 67     | + 5 Ronden    | 11          |        |
| 18      | 28 | Emerson Fittipaldi | Fittipaldi-Ford    | 66     | + 6 Ronden    | 18          |        |
| 19      | 6  | Gunnar Nilsson     | Lotus-Ford         | 64     | Wiellager     | 7           |        |
| NF      | 10 | Ian Scheckter      | March-Ford         | 61     | Transmissie   | 21          |        |
| NF      | 19 | Vittorio Brambilla | Surtees-Ford       | 52     | Brandstofdruk | 13          |        |
| NF      | 11 | Niki Lauda         | Ferrari            | 47     | Handling      | 15          |        |
| NF      | 20 | Jody Scheckter     | Wolf-Ford          | 29     | Ongeluk       | 4           |        |
| NF      | 3  | Ronnie Peterson    | Tyrrell-Ford       | 7      | Ontsteking    | 10          |        |
| NQ      | 9  | Alex Ribeiro       | March-Ford         |        |               |             |        |
| NQ      | 36 | Emilio de Villota  | McLaren-Ford       |        |               |             |        |
| NQ      | 18 | Larry Perkins      | Surtees-Ford       |        |               |             |        |
| NQ      | 33 | Boy Hayje          | March-Ford         |        |               |             |        |
| NQ      | 39 | Héctor Rebaque     | Hesketh-Ford       |        |               |             |        |
| NQ      | 35 | Conny Andersson    | BRM                |        |               |             |        |
| NQ      | 32 | Mikko Kozarowitzky | March-Ford         |        |               |             |        |

## Statistieken
| Pole-position | Mario Andretti | Lotus-Ford | 1:25.404 |
| Snelste ronde | Mario Andretti | Lotus-Ford | 1:27.607 |

## Noot
- Dit was het debuut van de Finse coureur Mikko Kozarowitzky.
- Honderdste Grand Prix-start voor Ronnie Peterson. Hiermee was Peterson de achtste coureur die ten minste honderd races had gereden. Het was tevens de tweehonderdste Grand Prix-start voor een Zweedse coureur.
- Vijfde pole position voor Mario Andretti.
- Eerste rondes als raceleider, vijfde podiumplaats en eerste Grand Prix-winst voor Jacques Laffite. Het was tevens de vijfde Grand Prix-winst voor een Franse coureur.

1933 · 1973 · 1974 · 1975 · 1976 · 1977 · 1978